# Ахсаров Енвер Бімболатович
Ахсаров Енвер Бімболатович (11 [24] листопада 1915 або 10 жовтня 1916 (на пам'ятнику) — 15 лютого 1943) — Герой Радянського Союзу, майор, уродженець села Зільги Північної Осетії, командир 227-го стрілецького полку, 183-ї дивізії Воронезького фронту.

## Життєпис
Осетин за національністю. Навчався на робітничому факультеті, при Краснодарському інженерно-будівельному інституті. У 1934 був призваний до лав Червоної армії. Через три роки закінчив Тбіліське військове училище імені 26 Бакинських комісарів.
Під час Харківської наступальної операції полк під його управлінням, долаючи впертий опір противника, опанував ряд опорних пунктів і забезпечив просування дивізії до Харкова.
Енвер Ахсаров загинув у бою 15 лютого 1943 року. Похований на 2-му міському кладовищі Харкова.

## Нагороди
- Звання Героя Радянського Союзу присвоєно 10 січня 1944 року (посмертно) за вміле керівництво діями полку і знищення живої сили та техніки противника[1].
- Нагороджений орденом Леніна, орденом Червоної Зірки.

## Пам'ять
- У рідному селі Енверу Ахсарову встановлено пам'ятник.
- Його ім'ям названа вулиця в Харкові. На торці будинку № 18 по вулиці Ахсарова в Харкові встановлена меморіальна дошка Енверу Бімболатовичу Ахсарову[2].
- Іменем Енвера Ахсарова названий Міжнародний турнір з вольної боротьби серед юнаків, який проходить у Харкові[2].